# José Martí-emlékmű
A José Martí-emlékmű Havannában, a Forradalom téren, a Plaza de la Revoluciónon áll.

## Története
A José Martínak emléket állító, csillag alaprajzú oszlop 142 méter magas, talapzata 78,5 méter széles, 2022-ig, a K23 torony felépüléséig a kubai főváros legmagasabb építménye volt. Az oszlop mellett helyezték el az egykori szabadságharcos 17 méter magas márványszobrát, amely ülő helyzetben, gondolataiba mélyedve ábrázolja José Martít. A szobrot hat oszlop veszi körbe, amelyek Kuba egykori hat tartományát jelképezik.
Az emlékmű alapjában egy múzeum működik, amely Martí életébe nyújt betekintést. A toronyban, 129 méteres magasságban kilátópont van, ahova lifttel, vagy 567 lépcsőfok megmászásával lehet feljutni. A földszinti rész falaiba vésve a forradalmár 79 gondolatát örökítették meg aranyozott betűkkel. Az emlékművet 1958-ban állították fel.